# Mănești (Prahova)
Măneşti é uma comuna romena localizada no distrito de Prahova, na região de Muntênia. A comuna possui uma área de 48.35 km² e sua população era de 4098 habitantes segundo o censo de 2007.